# Henning Christophersen
Henning Christophersen (født 8. november 1939 i København, død 31. december 2016 i Bruxelles) var en dansk politiker, som var formand for Venstre i perioden 1978-1984.

## Politisk karriere
Han blev cand.polit. fra Københavns Universitet i 1965. Christophersen begyndte at arbejde med politik i studietiden, da han meldte sig ind i Venstres Ungdom.
Han var medlem af Folketinget for partiet Venstre fra 1971-84 og blev udenrigsminister i SV-regeringen 1978-1979 og finansminister i firkløverregeringen 1982-1984. I 1984 forlod han dansk politik til fordel for den danske post i Europa-Kommissionen, hvor han også sad som næstformand fra 1985 til 1995. Som EF-kommissær havde Christophersen ansvarområderne for budget, finanskontrol, personale og administration, og i den anden Delors-kommission for økonomi og valutasamarbejde, samordning af strukturpolitikkerne og EU's statistiske kontor. Her begyndte Christophersen forarbejdet til det der senere blev til den Økonomiske og Monetære Union.
Som Europakommissær grundlagde Henning Christophersen, sammen med 10 udenrigsministre fra Østersølandene, Østersørådet (the Council of the Baltic Sea States, CBSS) og EuroFaculty i 1992.
Han var formand for bestyrelsen Ørestadsselskabet og Metroselskabet I/S, og han havde også været medlem af bestyrelserne for Rockwool Fonden og Danske Bank.
I 1984 blev han Kommandør af 1. grad af Dannebrogordenen. Han bærer også Nordstjerneordenen og Finlands Løves Orden.

## Sygdom og død
Henning Christophersen blev i begyndelsen af december indlagt på et hospital i Bruxelles, og døde den 31. december 2016 efter kort tids sygdom. Henning Christophersens død blev blandt andet kommenteret af den daværende kommissionsformand Jean-Claude Juncker.

## Bøger af Christophersen
- En udfordring for de liberale (1972)
- Tanker om Danmark i det nye Europa (1989)